# Damallsvenskan
Damallsvenskan, 2018–2026 officiellt OBOS Damallsvenskan av sponsorskäl, är Sveriges högsta division i fotboll för damer. Serien omfattar hela Sverige och startade 1988. Den har sina rötter i gamla Division 1, som på damsidan varade från 1978 fram till 1987 och utgjorde flera regionala serier.
Vinnaren av damallsvenskan får från och med säsongen 2005 motta vandringspriset Kronprinsessan Victorias pokal, och från säsongen 2020 får de tre bästa lagen spela i Uefa Women's Champions League.

## Historia

### Innan Damallsvenskan (1917-1987)

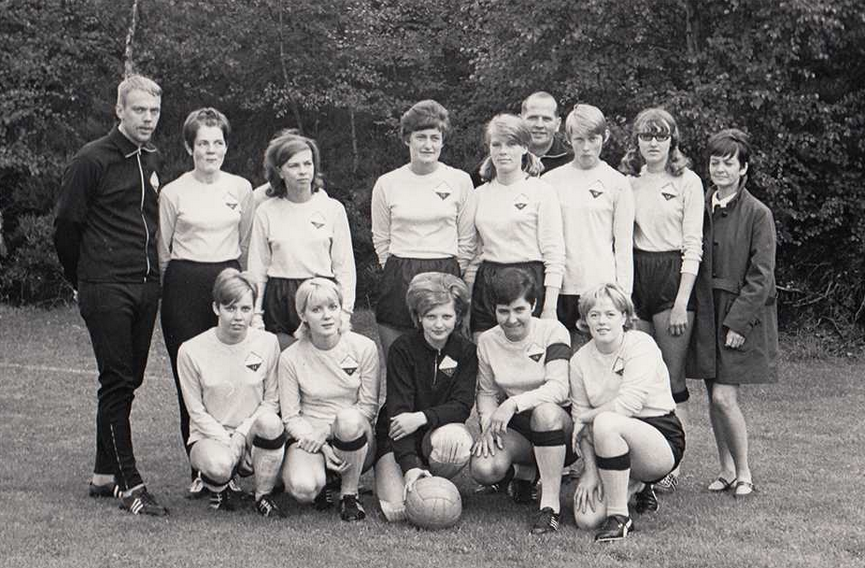
Öxabäcks IF (1968)

De första damlagen uppstod i Sverige i slutet av 1910-talet, den första uppmärksammade matchen spelades 1918 mellan Stockholms kvinnliga IK och ett urval från södra Stockholm inför 500 åskådare. "Inspirerat" av motståndet mot damfotboll i England undergrävdes även i Sverige kvinnornas chanser att spela fotboll vilket gjorde att de första damserierna uppstod först på 1950-talet, i Västerbotten och Göteborg.
Det lag som tog täten i svensk damfotboll blev Öxabäcks IF som startades av kvinnor som jobbade inom textilindustrin i Öxabäck och Kinna. Delar av styrelsen var negativa till idén men majoriteten röstade ändå för förslaget. Att damerna var bekanta och/eller släkt med styrelseledamöterna kan ha varit en bidragande orsak till beslutet. Öxabäck spelade ett antal uppvisningsmatcher 1967 (målskillnad: 67-2) och det var även Öxabäck som tillsammans med sex andra klubbar från Västergötland och Halland startade Västergötlands damfotbollsserie som snabbt kallades för Damallsvenskan. Seriens första säsong slutade med att Öxabäck hade vunnit alla sina matcher och skulle vinna varenda upplaga av serien till och med 1974. I slutet av 1960-talet följde andra delar av landet efter och det uppstod serier i de tre storstäderna, i Eskilstuna, i Bollnäs och i Umeå. 1971 hade 17 av 24 distrikt damserier. 1973 infördes ett officiellt SM-guld som Öxabäck tog hem.
Senare profiler som Ann Johansson och Anette Börjesson har dock berättat om vilket motstånd det fanns mot damfotboll på 1970-talet. Johansson menar att man fick ta tag i väldigt mycket själv ifall man ville spela fotboll som tjej. Börjesson säger att det var normalt i hennes bostadsområde att tjejer spelade fotboll tillsammans med killar men att man som tjej inte fick vara med när det spelades fotboll i skolan.
Att damfotbollen fick sitt genombrott just runt år 1970 hade flera orsaker. För det första kom allt fler kvinnor ut på arbetsmarknaden och visade därmed att de kunde utföra sysselsättningar som förut enbart män hade utfört. För det andra uppmuntrades även kvinnor att ägna sig åt idrott i och med dåtidens paroll idrott åt alla. För det tredje fanns det även en internationell utveckling där kvinnor i länder som Österrike, Nederländerna, Västtyskland, England och USA började spela fotboll. Bland arbetsplatser, universitet och inom korpen startades damfotbollslag av kvinnor som på vinterhalvåret hade ägnat sig åt handboll och letade efter en idrott som de kunde spela på sommarhalvåret. Arbetarklassamhällen som Öxabäck eller Mölndal (hemvisten för Jitex) blev därvid en bättre grogrund för dessa lag än medelklassmiljöerna i storstäderna. Konfronterad med denna utveckling initierade Riksidrottsförbundet arbetsgrupper för att öka jämställdheten och uppmanade föreningar att integrera jämställdhet i sin verksamhet. RF delade även ut pengar som blev öronmärkta för kvinnoidrott.
1978 infördes en seriepyramid med regionala division 1 i toppen där SM-guldet avgjordes genom grundserie i respektive regional division 1 och efterföljande slutspel. Under de följande åren bantades antalet division 1-avdelningar tills det slutligen bara fanns två stycken kvar. 1988 startades den rikstäckande Damallsvenskan.

### Damallsvenskan i slutspelsformat (1988-1992)
De första åren avgjordes SM-guldet genom grundseriespel med efterföljande slutspel och serien bestod av lag från både Norrland (Sunnanå), Skåne (MFF), Dalhem (Gotland), GAIS och Jitex från Göteborgsområdet samt Hammarby från huvudstaden. Man tippade att småklubbar som Öxabäck och Mallbacken skulle få det svårt, men båda lagen gick till slutspel och Öxabäck vann till och med SM-guldet i Damallsvenskans första upplaga. Vinnaren av målskytteligan blev Lena Videkull från Öxabäck (24 mål). Men med denna titel slutade västgötarnas dominans och titeln 1989 gick till Jitex, samtidigt som Stockholm utökade sin närvaro i Damallsvenskan från en klubb till två när Djurgården gick upp i högsta serien. 1990 och 1991 vann Malmö FF titeln, under medhjälp av Lena Videkull som numera spelade för skåningarna och blev skyttedrottning under båda åren. Öxabäck nådde finalen 1990 och 1992, men förlorade båda, det sistnämnda året mot Gideonsbergs IF från Västerås. Pionjärerna Öxabäck förlorade efter denna säsong sina huvudsponsorer och tappade därmed sin topposition inom svensk fotboll.

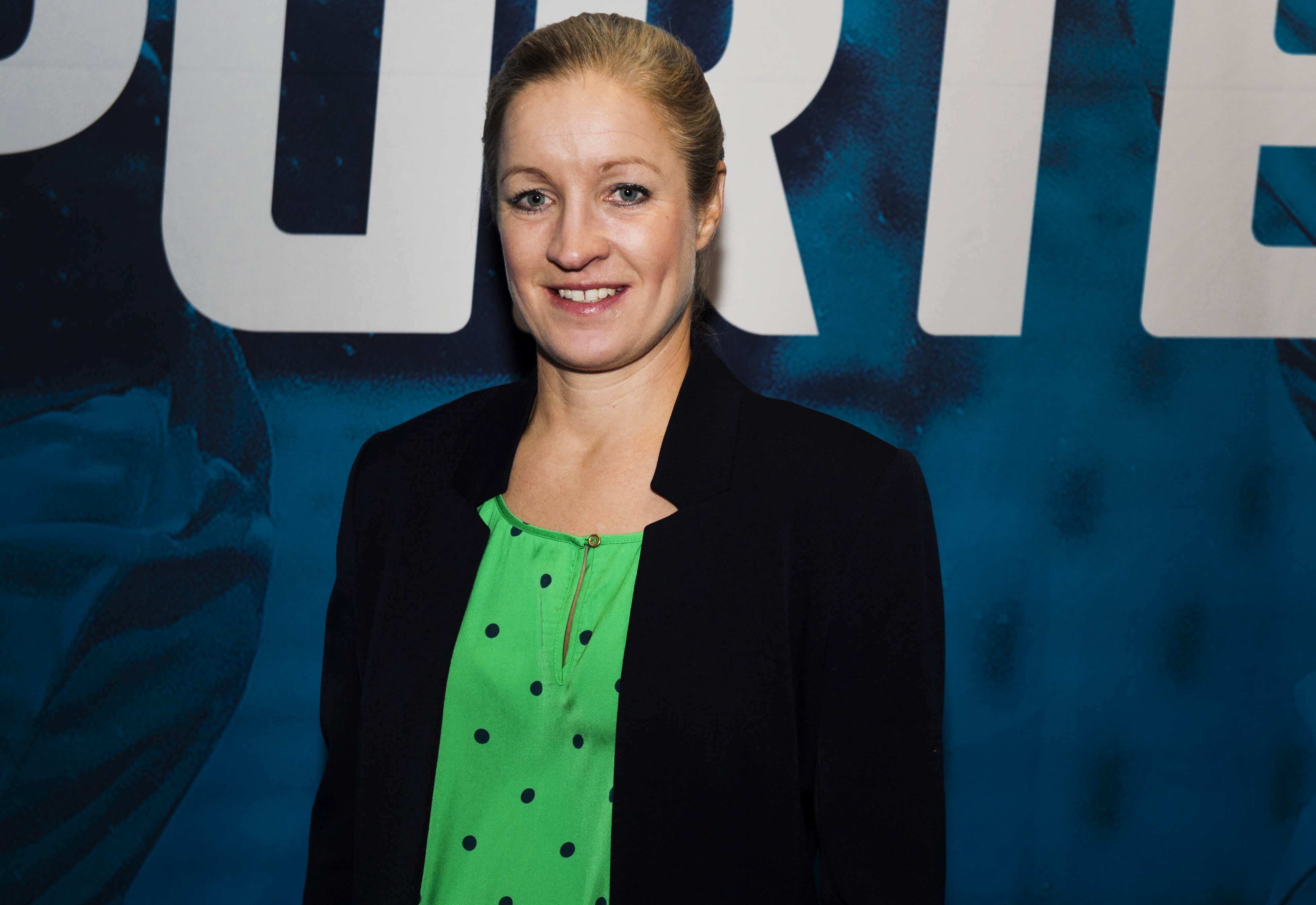
Victoria Svensson (2013)

### Rak serie och lång Älvsjö-dominans (1993-1999)
I den första raka serien utan slutspel lyckades MFF vinna serien i en rafflande final där även Jitex och Gideonsberg hade chansen att vinna SM-guld, en bedrift som skåningarna upprepade 1994, året då Damallsvenskan rankades som världens bästa serie, även om publiksnittet på 127 inte återspeglade detta. 1995 slutade Malmös dominans när Stockholmslaget Älvsjö AIK etablerade sig som seriesegrare med blivande stjärnor som Malin Svedberg, Jane Törnqvist och Victoria Svensson. En udda episod under denna säsong hände när en sponsor erbjöd Malmö en miljon kronor ifall spelarna skulle spela i kjolar med bjällror, ett erbjudande som klubben tackade nej till. 1996 vann Älvsjö ånyo ligan, denna gång med nio poängs marginal, något som upprepades 1997, även om det denna gång "bara" skiljde sex poäng mot tvåan MFF. Samma år blev Gais/Jitex 93 (en sammanslagning av Gais och Jitex som genomfördes 1993) första klubben med en kvinnlig ordförande, f.d. storspelaren Anette Börjesson. På den sportsliga sidan blev säsongen mindre lyckad för Gais/Jitex och klubben åkte ur högsta serien efter 27 års tillhörighet. 1998 återinfördes slutspelet, men Älvsjö vann SM-guldet ändå, även om Victoria Svensson var kritisk mot att finalen avgjordes i en enda match. På andra änden av tabellen åkte Öxabäck ur Damallsvenskan för att aldrig återvända, samtidigt som Umeå IK flyttades upp som samlade kommande storspelare som Hanna Ljungberg, Malin Moström, Tina Nordlund och Frida Östberg.

### Umeås långa segersvit (2000-2008)

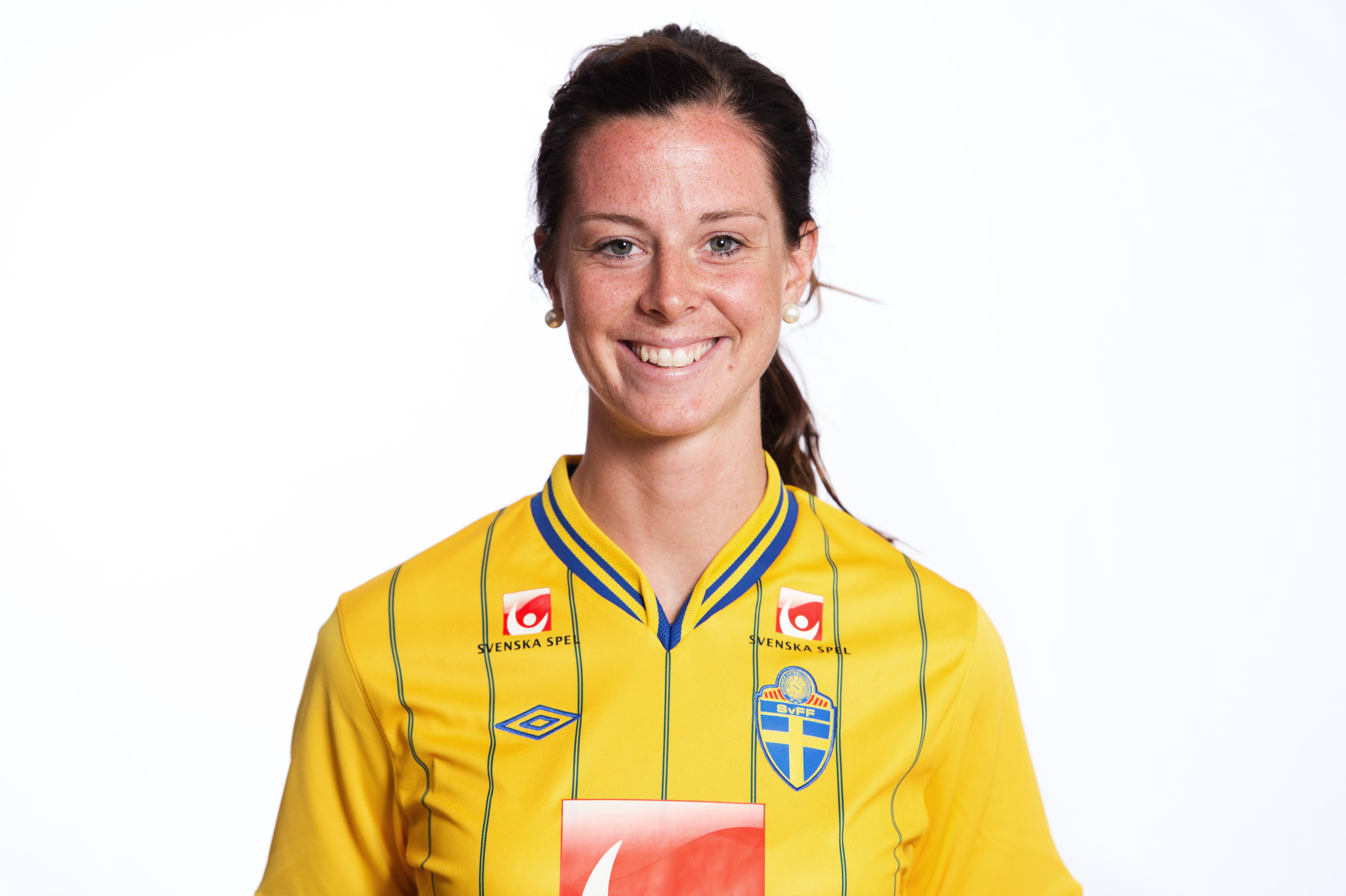
Lotta Schelin (2012)

1999 vann Älvsjö en sista gång, men år 2000 var det Umeå som tog över och vann SM-guldet för första gången, samtidigt som Norrlandslaget lyckades med en ny publikrekord på 1484 åskådare i snitt på hemmamatcherna. 2001 vann Umeå igen, denna gång helt obesegrade och även 2002 vann laget från Norrland, det året inte minst på grund av Hanna Ljungbergs 39 mål. 2003 slogs Älvsjö och Djurgården ihop, ett drag som gav utdelning direkt när laget vann SM-guld 2003 och 2004. 2004 blev även en milstolpe i Damallsvenskans historia, när publiksnittet hamnade på 1127 åskådare och även 2005 hamnade snittet på över 1100. Detta år direktsände TV4 för första gången när Umeå avslutade säsongen med seger mot Malmö FF och vann serien. 2006 vann Umeå igen, denna gång med hela 21 poängs marginal mot tvåan Djurgården/Älvsjö. Med Lotta Schelin etablerade sig en ny stjärna i svensk fotboll som gjorde 21 av Kopparbergs 38 mål denna säsong. Detta mönster upprepades 2007: skyttedrottning Schelin, denna gång med 26 gjorda mål, och SM-guld till Umeå runt den brasilianska stjärnan Marta. Och det var just Marta som bidrog med sina sex mål till ett förkrossande 11-1 mot Bälinge och ännu ett SM-guld för Umeå 2008, denna gång efter en jämn slutstrid med nya topplaget Linköpings FC.

### Östergötland och Skåne i fokus (2009-2022)
2009 vann Linköpings FC sitt första SM-guld runt spelare som Kosovare Asllani och Caroline Seger. Dock behövde laget hjälp från huvudstaden där Djurgården/Älvsjö besegrade Kopparberg i en dramatisk match i sista omgången som LFC-spelarna följde på en sportbar i centrala Linköping. 2010 blev det istället Malmö LdB FC som vann ligan, första gången sedan 1994 då klubben gick under namnet Malmö FF. 2011 försvarade laget titeln, nu med landslagsstjärnorna Therese Sjögran och Caroline Seger, som kom under säsongen. 2012 kunde Seger fira ännu en titel, denna gång med Tyresö FF som hade investerat mycket pengar för att få ihop ett topplag. 2013, 2014 och 2015 vann återigen Malmö, sedan 2014 under namnet Rosengård FC. Men 2014 års säsong blev också omskriven av en helt annan anledning: Tyresö FF hade fått ekonomiska problem och drog sig tillbaka efter bara sju spelade matcher. Därmed hade Stockholmsregionen knappt någon förankring alls i högsta serien längre: Hammarby och AIK hade visserligen gått upp 2015 men åkte ur samma år. Ett öde som även drabbade Umeå ett år senare. På toppen skedde ett maktskifte där Linköpings FC med ett lag runt Stina Blackstenius och Pernille Hader samt Martin Sjögren (guldvinnare med Malmö) vann Damallsvenskan 2016 och 2017, både gångarna med god marginal mot FC Rosengård som båda åren slutade på andraplats. 2018 års upplaga däremot skulle avslutas under högst dramatiska former. Både Piteå, Göteborg och Rosengård kunde vinna SM-guld, men när Rebecca Blomqist i slutminuterna gjorde 3-2 för sitt Göteborg mot just Rosengård hade Norrbottenlaget Piteå vunnit sin första titel under en säsong där få hade räknat med dem eftersom viktiga nyckelspelare hade varit skadade. Samma år fick Damallsvenskan en ny huvudsponsor med OBOS som sägs ha betalat 40 miljoner för ett femårigt avtal med ligan. 2019 var det återigen dags för Rosengård att ta SM-guld med skyttedrottningen Anna Anvegård i sina led. 2021 och 2022 kunde Rosengård fira sin 12:e respektive 13:e SM-titel, vilket är rekord i svensk damfotboll.

## Tävlingens format
Damallsvenskan utgörs sedan 2000 återigen av endast en rak dubbelserie, där alla lag möter varandra en gång på hemmaplan och en gång på bortaplan, utan något efterföljande slutspel. Ursprungligen bestod serien av 12 lag, men det utökas till 14 lag säsongen 2022. Detta var något som hade diskuterats och efterfrågats av många aktörer i flera år, bl a förbundskapten Peter Gerhardsson. Egentligen skulle utökningen skett till säsongen 2020, men pga en undermålig utredning sköts beslutet fram ett år.
Vid seger får laget tre poäng, oavgjort ger en poäng medan förlust inte ger någon poäng. Placeringen i serien bestäms i första hand av antalet poäng, därefter av målskillnad och slutligen av flest gjorda mål. De två sist placerade lagen flyttas ned till Elitettan och ersätts av de två först placerade lagen i den serien. Från och med 2022 riskerar även det tredje sämsta laget i Damallsvenskan att åka ur, då de ska spela kvalspel mot den tredje bästa i Elitettan, där vinnaren tar plats i Damallsvenskan medan förloraren får spela i Elitettan kommande säsong, liknande det som finns i herrarnas allsvenska.
Från och med säsongen 2000 får vinnaren spela i UEFA Women's Champions League. Från och med säsongen 2002 till och med säsongen 2019, med undantag för 2004, fick de två bästa lagen spela i Champions League. Från 2020 får de tre bästa lagen spela i Champions League.
| Från | Till | Antal lag | Antal omgångar | Säsongens start | Säsongens slut | Slutspel | Antal lag till Champions League |
| ---- | ---- | --------- | -------------- | --------------- | -------------- | -------- | ------------------------------- |
| 1988 | 1992 | 12        | 22             | Våren           | Hösten         | 4 lag    | Inga                            |
| 1993 | 1997 | 12        | 22             | Våren           | Hösten         | Inget    | Inga                            |
| 1998 | 1999 | 12        | 22             | Våren           | Hösten         | 4 lag    | Inga                            |
| 2000 | 2001 | 12        | 22             | Våren           | Hösten         | Inget    | 1                               |
| 2002 | 2003 | 12        | 22             | Våren           | Hösten         | Inget    | 2                               |
| 2004 | 2004 | 12        | 22             | Våren           | Hösten         | Inget    | 1                               |
| 2005 | 2019 | 12        | 22             | Våren           | Hösten         | Inget    | 2                               |
| 2020 | 2021 | 12        | 22             | Våren           | Hösten         | Inget    | 3                               |
| 2022 |      | 14        | 26             | Våren           | Hösten         | Inget    | 3                               |

## Sändningsrättigheter
År 2015 sände Sveriges Radio från alla matcher under säsongen.
TV4 sände år 2004, 2005 och 2006. TV4-Gruppen köpte rättigheterna till säsongerna 2009 och 2010. Några matcher sändes i TV4, många i TV4 Sport och Canal+ medan övriga sändes som pay-per-view. TV4-Gruppen köpte sedermera rättigheterna till säsongerna 2011–2015 och fortsatte sända några matcher per omgång i deras olika kanaler. Året 2015 rapporterades TV4-Gruppen bli först i världen med att sända samtliga matcher i en fotbollsliga för damer. Detta blev också sista året de sände i följd.
År 2016 startade Elitfotboll Dam egna sändningar på webbdomänen damallsvenskan.tv efter att de inte nått ett avtal med ett TV-bolag. Där direktsändes säsongens samtliga 132 matcher och fanns tillgängliga i efterhand, plus alla matcher från 2015, genom både abonnemang och pay-per-view. I september blev det klart att SVT skulle visa en match i TV, den mellan Linköpings FC och FC Rosengård 9 oktober.
År 2017 saknades fortsatt ett övergripande TV-sändningsavtal, men SVT meddelade den 26 maj att de skulle sända 8 matcher från hösten med start i september. Senare uppgavs det till att vara 9 matchsändningar med start den 10 september av matchen FC Rosengård mot Linköpings FC, övriga matchsändningar opreciserade. Ungefär samtidigt tecknade företaget Mavshack avtal om att sända 8 matcher från Damallsvenskan hösten 2017 i Mellanöstern, bland annat Förenade Arabemiraten och Kuwait.
År 2018 sände SVT 12 matcher, 6 på våren och 6 på hösten. TV4-Gruppen visade 20 matcher, 9 under våren och 11 under hösten, den första mellan Piteå IF och IFK Kalmar söndagen den 15 april.
År 2019 sände SVT 12 matcher och TV4-Gruppen 20 matcher, 6 på våren och 14 på hösten, den första mellan Eskilstuna och Rosengård den 14 april på Sportkanalen.
Inför säsongen 2020 förvärvade Aftonbladets Sportbladet Play rättigheterna till samtliga matcher såväl live som efterhand. Rättigheterna är exklusiva i tre år. Inför den försenade säsongsstarten 2020 pga covid-19-pandemin visade Linköpings FC på sin hemsida 5 matcher från 2016 som ledde fram till deras guld då.  Även SVT sände år 2020, 14 matcher med fokus på möten mellan lag som förväntades vara i toppstriden, trots tidigare uppgifter om exklusivitet för Aftonbladet. Det var fjärde året i rad som SVT sände ett liknande antal matcher.
År 2021 sände SVT 14 matcher under höstterminen med start den 21 augusti.
I slutet av 2021 förvärvade Viaplay sändningsrättigheterna för Damallsvenskan, med ett långsiktigt partnerskap och mål att utveckla ligan till den bästa i världen. Från 2022 sänds samtliga matcher live på Viaplays streamingtjänst, med utvalda matcher på TV6.

## Statistik

### Medaljtabell
Medaljer har efter varje säsong delats ut efter placering i serien. Guld till vinnaren av serien, stora silver till tvåan, lilla silver till trean respektive brons till fyran.
| Rank | Klubb             | Guld | S.silver | L.silver | Brons | Poäng |
| ---- | ----------------- | ---- | -------- | -------- | ----- | ----- |
| 1    | FC Rosengård      | 13   | 11       | 9        | 1     | 117   |
| 2    | Umeå IK           | 7    | 4        | 1        | 0     | 49    |
| 3    | Älvsjö AIK        | 5    | 0        | 2        | 3     | 32    |
| 4    | BK Häcken         | 1    | 6        | 2        | 5     | 32    |
| 5    | Linköpings FC     | 3    | 1        | 5        | 3     | 31    |
| 6    | Djurgårdens IF    | 2    | 3        | 1        | 4     | 25    |
| 7    | Hammarby IF       | 2    | 1        | 1        | 4     | 19    |
| 8    | Jitex BK          | 1    | 2        | 3        | 0     | 17    |
| 9    | Öxabäcks IF       | 2    | 1        | 1        | 1     | 16    |
| 10   | Gideonsbergs IF   | 0    | 2        | 2        | 1     | 11    |
| 11   | Tyresö FF         | 1    | 1        | 0        | 2     | 10    |
| 12   | Piteå IF          | 1    | 0        | 1        | 3     | 10    |
| 13   | Eskilstuna United | 0    | 1        | 2        | 0     | 7     |
| 14   | Bälinge IF        | 0    | 0        | 2        | 0     | 4     |
| 15   | Kristianstads DFF | 0    | 0        | 1        | 2     | 4     |
| 16   | KIF Örebro        | 0    | 1        | 0        | 0     | 3     |
| 17   | Vittsjö GIK       | 0    | 0        | 1        | 0     | 2     |
| 18   | Sunnanå SK        | 0    | 0        | 0        | 2     | 2     |
| 19   | AIK               | 0    | 0        | 0        | 1     | 1     |
| 19   | Mallbackens IF    | 0    | 0        | 0        | 1     | 1     |

| Medalj       | Poäng |
| ------------ | ----- |
| Guld         | 5     |
| Stort silver | 3     |
| Litet silver | 2     |
| Brons        | 1     |

### Poängrekord
Lista över de tio högsta poängsummorna för segrande lag i damallsvenskan.
| Rank | Klubb        | Poäng | Säsong |
| ---- | ------------ | ----- | ------ |
| 1    | FC Rosengård | 75    | 2024   |
| 2    | FC Rosengård | 66    | 2022   |
| 3    | Hammarby IF  | 59    | 2023   |

| Rank | Klubb             | Poäng | Säsong |
| ---- | ----------------- | ----- | ------ |
| 1    | Umeå IK           | 64    | 2005   |
| 1    | Umeå IK           | 64    | 2006   |
| 3    | Linköping FC      | 62    | 2016   |
| 4    | Umeå IK           | 61    | 2002   |
| 5    | Umeå IK           | 60    | 2001   |
| 5    | Umeå IK           | 60    | 2007   |
| 7    | Älvsjö AIK        | 59    | 1999   |
| 7    | Djurgården/Älvsjö | 59    | 2004   |
| 7    | LdB FC Malmö      | 59    | 2010   |
| 10   | Djurgården/Älvsjö | 58    | 2003   |

### Damallsvenska svenska mästare
| Titlar | Klubb                                                                             |
| ------ | --------------------------------------------------------------------------------- |
| 13     | FC Rosengård                                                                      |
| 7      | Umeå IK                                                                           |
| 5      | Älvsjö AIK                                                                        |
| 3      | Linköpings FC                                                                     |
| 2      | Djurgården/Älvsjö, Hammarby IF                                                    |
| 1      | Gideonsbergs IF, Jitex BK, Kopparbergs/Göteborg, Piteå IF, Tyresö FF, Öxabäcks IF |

### Damallsvenska seriesegrare genom åren
Här redovisas segrarna i den allsvenska grundserien. Under åren 1982–1992 och 1998–1999 avgjordes svenska mästerskapen genom slutspel i cup- eller serieform. I de fall då seriesegrarna och mästarinnorna är olika lag anges svenska mästarinnorna inom parentes.
- 1988 – Öxabäcks IF
- 1989 – Jitex BK
- 1990 – Malmö FF[g]
- 1991 – Malmö FF[g]
- 1992 – Öxabäck/Mark IF (Gideonsbergs IF)
- 1993 – Malmö FF[g]
- 1994 – Malmö FF[g]
- 1995 – Älvsjö AIK
- 1996 – Älvsjö AIK
- 1997 – Älvsjö AIK
- 1998 – Älvsjö AIK
- 1999 – Älvsjö AIK
- 2000 – Umeå IK
- 2001 – Umeå IK
- 2002 – Umeå IK
- 2003 – Djurgården/Älvsjö
- 2004 – Djurgården/Älvsjö
- 2005 – Umeå IK
- 2006 – Umeå IK
- 2007 – Umeå IK
- 2008 – Umeå IK
- 2009 – Linköpings FC
- 2010 – LdB FC Malmö[g]
- 2011 – LdB FC Malmö[g]
- 2012 – Tyresö FF
- 2013 – LdB FC Malmö[g]
- 2014 – FC Rosengård[g]
- 2015 – FC Rosengård[g]
- 2016 – Linköpings FC
- 2017 – Linköpings FC
- 2018 – Piteå IF
- 2019 – FC Rosengård[g][48]
- 2020 – Kopparbergs/Göteborg
- 2021 – FC Rosengård
- 2022 – FC Rosengård
- 2023 – Hammarby IF
- 2024 – FC Rosengård

### Publikstatistik
Publiksiffrorna skiftar ganska kraftigt mellan lagen och de enskilda matcherna. Säsongens populäraste matcher lockar flera tusen åskådare, medan de minst publikdragande lagen brukar ha omkring 200 åskådare per match.
Publiksnitt
- 1988 – 204
- 1989 – 200
- 1990 – 157
- 1991 – 167
- 1992 – 164
- 1993 – 148
- 1994 – 127
- 1995 – 188
- 1996 – 290
- 1997 – 226
- 1998 – 262
- 1999 – 287
- 2000 – 339
- 2001 – 468
- 2002 – 703
- 2003 – 922
- 2004 – 1127
- 2005 – 1110
- 2006 – 814
- 2007 – 976
- 2008 – 892
- 2009 – 824
- 2010 – 653
- 2011 – 924
- 2012 – 836
- 2013 – 741
- 2014 – 836
- 2015 – 907
- 2016 – 815[59]
- 2017 – 809[60]
- 2018 – 895[61]
- 2019 – 858[62]
- 2020 – Saknas[h][63]
- 2021 – 598[h][63]
- 2022 – 825[63]
- 2023 – 1091[63]
- 2024 – 863[63]

### Maratontabell
| Pos | S  | Lag               | SM  | V   | O   | F   | GM   | IM   | MS    | P    | Liga                         |
| --- | -- | ----------------- | --- | --- | --- | --- | ---- | ---- | ----- | ---- | ---------------------------- |
| 1   | 37 | FC Rosengård      | 824 | 586 | 127 | 111 | 2251 | 724  | +1527 | 1885 | Spelar i Damallsvenskan 2025 |
| 2   | 29 | BK Häcken         | 648 | 340 | 119 | 189 | 1317 | 864  | +453  | 1139 | Spelar i Damallsvenskan 2025 |
| 3   | 29 | Djurgårdens IF    | 650 | 293 | 101 | 256 | 1203 | 1003 | +200  | 980  | Spelar i Damallsvenskan 2025 |
| 4   | 31 | Hammarby IF       | 694 | 284 | 121 | 289 | 1239 | 1146 | +93   | 973  | Spelar i Damallsvenskan 2025 |
| 5   | 24 | Linköpings FC     | 538 | 271 | 108 | 159 | 994  | 723  | +271  | 921  | Spelar i Damallsvenskan 2025 |
| 6   | 22 | Umeå IK           | 486 | 275 | 74  | 137 | 1169 | 625  | +544  | 899  | Spelar i Elitettan 2025      |
| 7   | 26 | Kristianstads DFF | 582 | 214 | 112 | 256 | 841  | 1084 | −243  | 754  | Spelar i Damallsvenskan 2025 |
| 8   | 21 | KIF Örebro        | 472 | 171 | 93  | 208 | 626  | 770  | −144  | 606  | Spelar i Elitettan 2025      |
| 9   | 22 | Sunnanå SK        | 484 | 156 | 98  | 230 | 722  | 916  | −194  | 566  | Spelar i Elitettan 2025      |
| 10  | 11 | Älvsjö AIK        | 242 | 169 | 34  | 39  | 719  | 276  | +443  | 541  | Spelar i Division 1 2025     |

## Anmärkningslista
1. 1 2 3  Den här artikeln behandlar Damallsvenskan, FC Rosengård har tagit totalt 14 SM-titlar, men "bara" 13 SM-titlar under tiden Damallsvenskan existerat. Den första titeln tog man 1986, när Division 1 var högsta serien.
2. 1 2 3  Inklusive Malmö FF Dam 1988–2006 och LdB FC Malmö 2007–2013
3. 1 2  Inklusive Landvetter IF 1996–1998, Kopparbergs/Landvetter IF 1999–2003 och Kopparbergs/Göteborg FC 2004–2020
4. 1 2  Inklusive Djurgårdens IF Damfotbollsförening 1989–2002 och Djurgården/Älvsjö 2003–2006
5. ↑  Inklusive Jitex BK/JG93 1993–1997
6. ↑  Inklusive Öxabäck/Mark IF 1991–1998
7. 1 2 3 4 5 6 7 8 9 10 11 12 13  Malmö FF blev LdB FC Malmö år 2007 som sedan blev FC Rosengård 2014.
8. 1 2  På grund av covid-19-pandemin spelades säsongen 2020 utan publik och säsongen 2021 delvis utan publik eller med publikrestriktioner.[63]
9. ↑  Inkluderar Wä IF 1990–1998 och Kristianstad/Wä DFF 1999–2001
10. ↑  Inkluderar Karlsunds IF 2003–2004